# Шелангерское сельское поселение
Шелангерское сельское поселение — муниципальное образование (сельское поселение) в составе Звениговского района Марий Эл Российской Федерации.
Административный центр поселения — посёлок Шелангер.

## История
Статус и границы сельского поселения установлены Законом Республики Марий Эл от 18 июня 2004 года № 15-З «О статусе, границах и составе муниципальных районов, городских округов в Республике Марий Эл».

## Население
| 2010  | 2011  | 2012  | 2013  | 2014  | 2015  | 2016  |
| ----- | ----- | ----- | ----- | ----- | ----- | ----- |
| 3760  | ↘3749 | ↘3701 | ↘3641 | ↘3590 | ↘3573 | ↘3538 |
| 2017  | 2018  | 2019  | 2020  | 2021  | 2023  |       |
| ↘3490 | ↘3464 | ↘3406 | ↘3369 | ↘3219 | ↘3179 |       |

## Состав поселения
В состав сельского поселения входят 12 деревень, 2 выселка, 1 село и 1 посёлок:
| №  | Населённый пункт | Тип населённого пункта          | Население |
| -- | ---------------- | ------------------------------- | --------- |
| 1  | Аниссола         | деревня                         | ↗157      |
| 2  | Большое Шигаково | деревня                         | ↘45       |
| 3  | Кожлангер        | деревня                         | ↘0        |
| 4  | Кугунур          | деревня                         | ↘91       |
| 5  | Керебеляк        | село                            | ↘189      |
| 6  | Николаевский     | выселок                         | ↗163      |
| 7  | Нурда            | деревня                         | →20       |
| 8  | Памаштур         | деревня                         | ↗44       |
| 9  | Спартак          | деревня                         | ↗69       |
| 10 | Тимофеевский     | выселок                         | ↘9        |
| 11 | Шелангер         | посёлок, административный центр | ↗2293     |
| 12 | Шелангер         | деревня                         | ↗104      |
| 13 | Шонсола          | деревня                         | ↘34       |
| 14 | Филиппсола       | деревня                         | ↗471      |
| 15 | Чингансола       | деревня                         | ↘47       |
| 16 | Яктерлюбал       | деревня                         | ↘24       |